# Vladimir Fedotov
Vladimir Fedotov (Russisch: Владимир Григорьевич Федотов) (Moskou, 18 januari 1943 –  aldaar, 29 maart 2009) was een profvoetballer uit de Sovjet-Unie. Hij is de speler die het meest aantal wedstrijden speelde voor CSKA Moskou en hij is de zoon van Grigori Fedotov, de eerste speler die 100 doelpunten kon maken in de Sovjetcompetitie.

## Biografie
Fedotov speelde zijn hele carrière voor CSKA Moskou en speelde 382 wedstrijden voor de club. Slechts zeven spelers speelden meer wedstrijden in de Sovjetcompetitie. Hij werd topschutter in 1964 en veroverde in 1970 de landstitel met CSKA. 
Hij speelde 22 wedstrijden voor het national elftal en scoorde vier keer. Na zijn spelerscarrière werd hij trainer. In 1982 won SKA Rostov onder zijn leiding de beker.
In maart 2009 werd hij opgenomen in het ziekenhuis in Moskou en overleed twee weken later. Zijn precieze doodsoorzaak werd niet bekendgemaakt.